# 菊陽町立菊陽南小学校
菊陽町立菊陽南小学校（きくようちょうりつ きくようみなみしょうがっこう）は、熊本県菊池郡菊陽町曲手にある小学校。

## 沿革
- 1874年（明治7年） - 辛川小学校、曲手小学校開校
- 1875年（明治8年） - 戸次小学校開校
- 1877年（明治10年） - 公立となる
- 1884年（明治17年） - 合併し白水尋常小学校と改称
- 1888年（明治21年） - 尋常白水小学校と改称
- 1889年（明治22年） - 白水簡易教場と改称
- 1892年（明治25年） - 白水尋常小学校と改称
- 1904年（明治37年） - 白水尋常高等小学校と改称
- 1941年（昭和16年）4月 - 白水国民学校と改称
- 1947年（昭和22年）4月 - 白水村立白水小学校と改称
- 1955年（昭和30年）4月 - 菊陽村立菊陽南小学校と改称
- 1969年（昭和44年）1月 - 菊陽町立菊陽南小学校と改称

## 通学区域
- 戸次、馬場楠、曲手、辛川、井口、道明[1]

## 進学先中学校
- 菊陽町立菊陽中学校

## 学校周辺
- 白川
- 菊陽白水簡易郵便局